# 2021年北大荒通用航空公司B-10GD飞机空难
2021年北大荒通用航空公司B-10GD飛機空難指2021年3月1日發生在江西省吉安縣的一起空難。

## 失事航空器
此次空難中失事的航空器是一架正在執行增雨任務的空中國王350飛機，飛機註冊號為B-10GD，是北大荒通用航空公司的飛機。

## 遇難者
此次事故中共有五人遇難，包括機長、副機長、兩名來自黑龍江省氣象局的工作人員和一名來自江西省氣象局的工作人員。另外，一名當地村民在事故中受傷。

## 調查
导致事故的原因是：事发飞机长时间在结冰条件下飞行，出现机翼和螺旋桨严重结冰，机组未能对结冰风险进行有效控制，进而飞机失速，最终坠地起火。